# 改変
| ウィキペディアには「改変」という見出しの百科事典記事はありません（タイトルに「改変」を含むページの一覧/「改変」で始まるページの一覧）。 代わりにウィクショナリーのページ「改変」が役に立つかもしれません。 |